# Baronick-Gletscher
Der Baronick-Gletscher ist ein Gletscher im ostantarktischen Viktorialand. In der Royal Society Range fließt er 10 km südwestlich des Mount Cocks in westlicher Richtung zum Skelton-Gletscher.
Das Advisory Committee on Antarctic Names benannte ihn 1963 nach dem Ordonnanzoffizier Michael P. Baronick (1923–2000) von der United-States-Navy-Flugstaffel VX-6, der im antarktischen Winter 1956 auf der Williams Air Operating Facility der McMurdo-Station stationiert war und zur dreiköpfigen Mannschaft gehörte, die das Kommando über die am 28. Oktober 1956 auf dem Beardmore-Gletscher bei 84° 56′ S, 166° 0′ O errichtete Luftoperationsbasis innehatte.